# Ičirgu bojla
Ičirgu bojla ali črgobilja (starobolgarsko  ЧРЬГОБЫЛЯ, bolgarsko ичиргу боила, ičirgu boila) je bil visok državni funkcionar v Prvem bolgarskem cesarstvu. Bil je poveljnik garnizije v bolgarski prestolnici in za vladarjem in kavhanon tretja najpomembnejša oseba v državi. V mirnem času je imel diplomatske funkcije. Po nekaterih podatkih je osebno poveljeval oddelku 400 težkih konjenikov. 

## Izvor
Po Veselinu Bešeljevu je beseda ičirgu turško-altajskega izvora in pomeni notranji. Po mnenju drugih beseda izhaja iz kavkaške besede ičirho, ki pomeni lokostrelec. 
Iz nagrobnega napisa, ki so ga odkrili med izkopavanji v Preslavu, je razvidno, da je ičirgu bojla Mostič služil pod cesarjema Simeonom I. Velikim (vladal 893-927) in Petrom I. (vladal 927-969). Neimenovan ičirgu bojla je omenjen na Filipijskem napisu, ki je nastal med vladanjem carja Presijana (vladal 836-852). 